# Martha et moi
Pour plus de détails, voir Fiche technique et Distribution.
Martha et moi est un film franco-germano-italo-autrichien réalisé par Jiří Weiss, sorti en 1990. Il a été présenté en compétition à la Mostra de Venise 1990.

## Synopsis
Dans les années 1930, à Prague, un riche médecin épouse sa servante, Martha. Leur vie va être bouleversée par l'arrivée des Nazis au pouvoir.

## Fiche technique
- Titre original : Martha et moi
- Titre allemand : Martha und dich
- Titre italien : Marta ed io
- Titre tchèque : Marta a já
- Réalisateur et scénario : Jiří Weiss
- Musique : Jiří Stivín
- Photographie : Viktor Ruzicka
- Montage : Gisela Haller
- Coproduction : Iduna Film, TF1 Films Production, Rai - Radiotelevisione Italiana
- Lieu de tournage : Prague
- Dates de sortie :
  - Festival de Venise : septembre 1990
  - France : 21 août 1991
  - Allemagne : 16 janvier 1992

## Distribution
- Marianne Sägebrecht : Martha
- Michel Piccoli : Ernst
- Klaus Grünberg : Berthold
- Michael Kausch : Werner
- Václav Chalupa : Emil

## Distinctions
- Meilleure actrice pour Marianne Sägebrecht au Festival international du film de Seattle et Golden Ciak à la Mostra de Venise 1990[1]
- Film le plus populaire au festival international du film de Vancouver